# Avesnières
Avesnières ([a.ve.njɛʁ]) ou plus précisément Avénières est une ancienne commune de la Mayenne, située au sud du centre-ville de Laval. Elle a été annexée à cette dernière en 1863 en même temps que la commune de Grenoux. Le territoire de cette ancienne commune est actuellement situé dans le quartier administratif « Avesnières-Dacterie-Tertre ». L'ancien village d'Avesnières demeure en même temps un petit quartier traditionnel, avec des maisons anciennes construites autour d'une basilique romane.

## Géographie

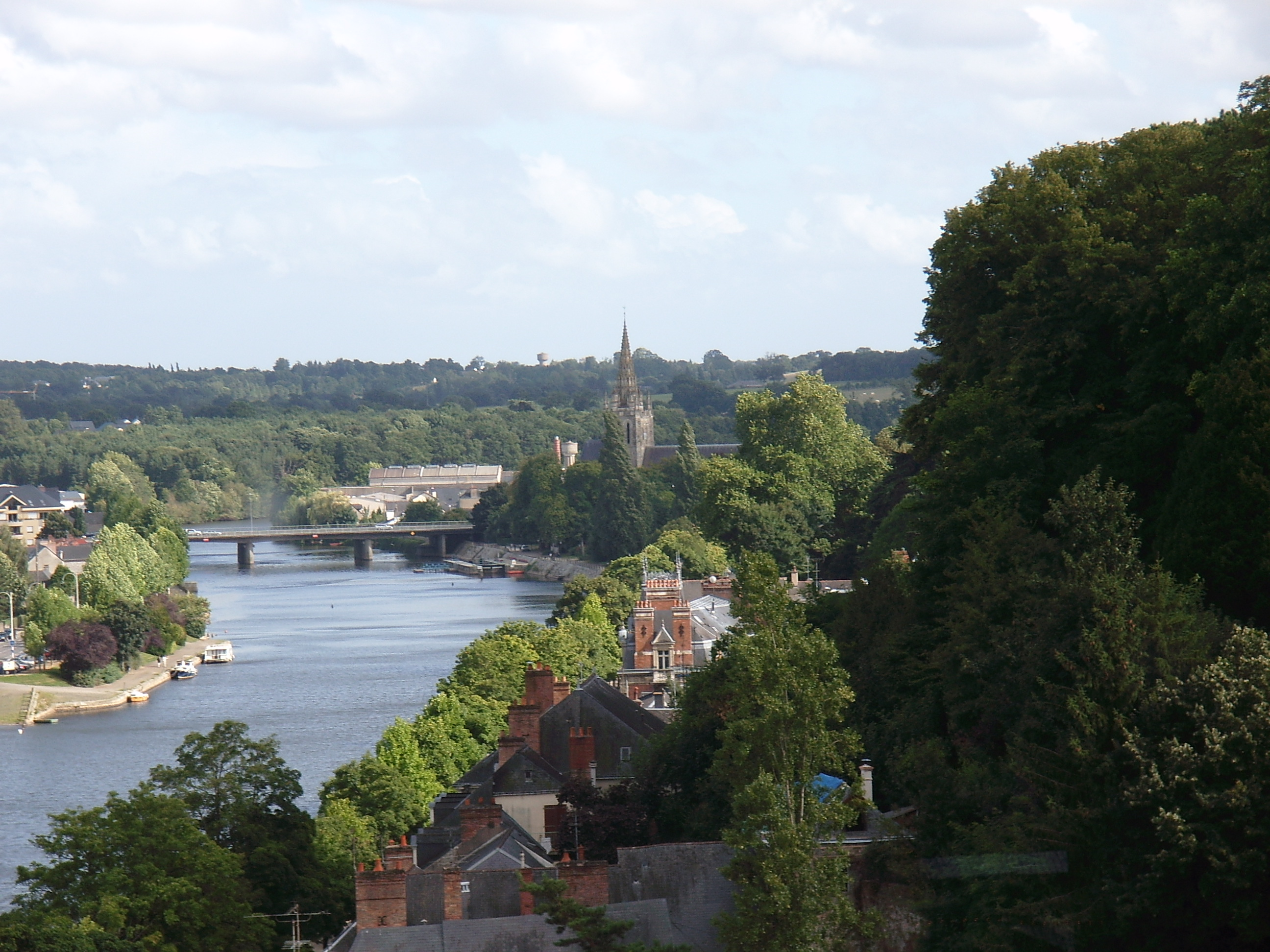
Le clocher de la basilique et le pont d'Avesnières vus depuis le château de Laval

L'ancienne commune d'Avesnières s'étendait sur les deux rives de la Mayenne et comprenait non seulement le village proprement dit, mais aussi les hameaux du Bourg-Hersent, de la Dacterie, du Gué d'Orger, de Thévalles ou encore de Saint-Nicolas. Sa limite nord, avec Laval, correspondait à la rue des Chanoines sur la rive droite et au ruisseau Saint-Nicolas sur la rive gauche. 
L'ancien village d'Avesnières se trouve sur la rive droite de la Mayenne, à son confluent avec l'Orgé, un ruisseau venu de l'ouest. Avesnières est construite sur une zone restreinte et plate, qui contraste avec les petits plateaux qui caractérisent le paysage lavallois. 
Son sous-sol est constitué d'alluvions anciennes déposées au tertiaires et quaternaires. Le quartier se trouve par ailleurs à une altitude moyenne de cinquante mètres, tandis que le point culminant de Laval, situé aux environs de l'hôpital, atteint 122 mètres.
Le quartier d'Avesnières possède l'un des cinq ponts de Laval, et c'est un important point de transit car il se trouve sur la rocade sud.

## Étymologie
« Avesnières » et parfois orthographié « Avénières ». L'accent aigu, progressivement imposé pendant l'Époque moderne, remplace en effet le « s », qui est muet mais indique un « e » au timbre fermé. Le nom de l'ancienne commune désigne un champ d'avoine. Elle est aussi appelée « Notre-Dame d'Avesnières » dans un bulletin des lois de 1801.
« Avesnières » avec un 's' est répandue à Laval, au point de se retrouver dans les documents officiels et jusque sur les plaques des rues, mais elle n’en est pas moins fautive. Pour l'abbé Angot, elle ne se justifie ni par l'étymologie ni par la prononciation.

## Histoire

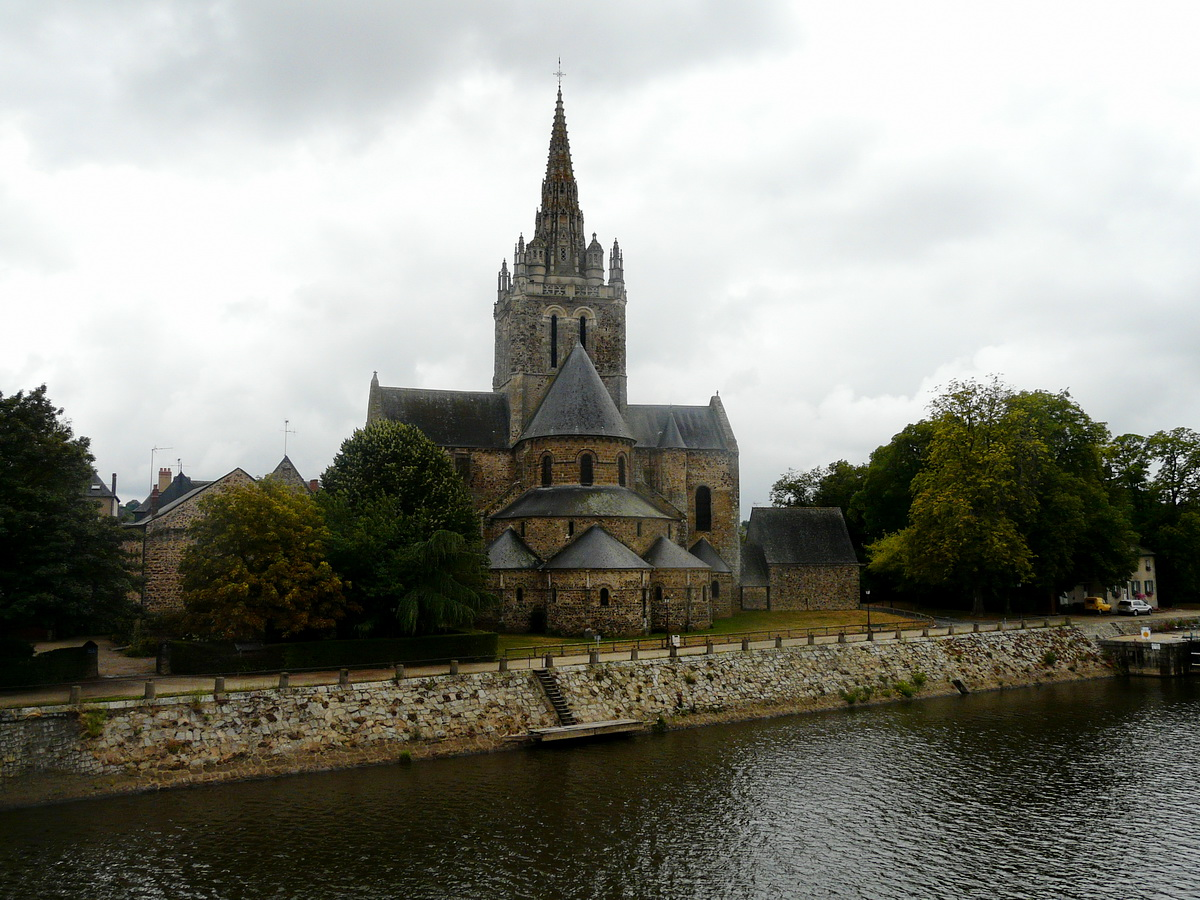
Le chevet de la basilique et le quai

L'histoire du village d'Avesnières est liée à celle de la basilique Notre-Dame. Une église est mentionnée dès le XIe siècle, mais elle était déjà ancienne et fut rénovée vers 1040 ou 1050 par le seigneur de Saint-Berthevin. En 1073, elle accueille des bénédictines venues d'Angers. Celles-ci y établissent un prieuré puis font reconstruire l'église à partir du XIIe siècle. Les travaux sont interrompus par la Guerre de Cent Ans, Avesnières étant prise par les Anglais en 1429, puis s'achèvent au XVIe siècle.

Laval en 1863, après l'annexion de Grenoux, d'Avesnières et d'une partie de Changé.

Avesnières est aussi depuis longtemps un point de passage entre les deux rives de la Mayenne. Une chaussée, remplacée par une écluse en 1861, existait au moins depuis le XIIe siècle, et un gué se trouvait à l'emplacement du pont. Jusqu'à la construction du premier pont d'Avesnières en 1839, un bac assurait aussi la traversée de la rivière. Ce pont s'effondre à deux reprises, en 1847 et 1872, puis il est dynamité en 1944. L'ouvrage actuel date de 1946. Le quai d'Avesnières fut quant à lui terminé en 1864. Auparavant, les berges avaient gardé un aspect naturel. La construction des quais et des écluses a aussi entraîné la disparition des moulins à eau de Chanteloup et du Verger, qui existaient depuis le Moyen Âge et étaient alimentés par la chaussée.
Le village a contribué à la production de toile de lin, qui était la principale activité de Laval et sa région jusqu'au début du XXe siècle. Quelques filatures ont été ainsi ouvertes vers 1850, comme celle de la rue Hydouze et l'actuelle usine des Tissus d'Avesnières, l'une des seules entreprises textile de la Mayenne encore en activité.

## Évolution démographique de 1793 à 1861
Source :
| 1793  | 1800  | 1806  | 1821  | 1831  | 1836  | 1841  | 1846  | 1851  |
| ----- | ----- | ----- | ----- | ----- | ----- | ----- | ----- | ----- |
| 2 034 | 2 073 | 2 189 | 2 535 | 2 574 | 2 885 | 2 892 | 2 977 | 3 027 |

| 1856  | 1861  | - | - | - | - | - | - | - |
| ----- | ----- | - | - | - | - | - | - | - |
| 3 389 | 3 512 | - | - | - | - | - | - | - |

## Patrimoine

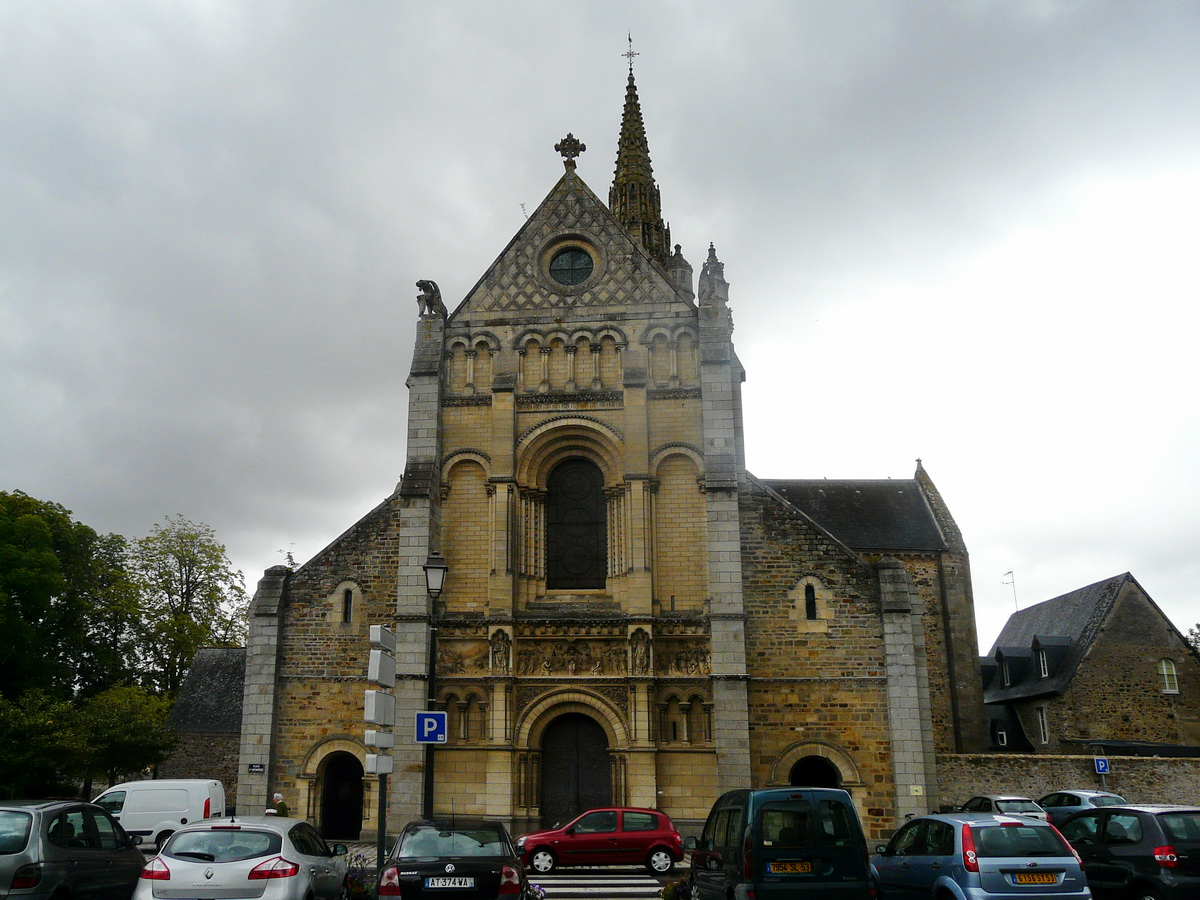
Le portail de la basilique, qui donne sur la place d'Avesnières

Le principal monument d'Avesnières est la basilique Notre-Dame, de style roman. C'est autour d'elle que se concentrent les principaux commerces du quartier ainsi que les maisons les plus anciennes. Certaines de ces maisons sont caractéristiques des habitations de tisserands, et possèdent encore des caves qui servaient au rouissage du lin.
L'écluse d'Avesnières, ouverte en 1861, est accompagnée d'un barrage oblique sur la Mayenne ainsi que d'une maison éclusière.

## Personnalités liées à la commune
- Louis Bourlier, traducteur et poète ;
- Robert Tatin, artiste, ainsi que son fils Robert Tatin d'Avesnières, peintre qui a œuvré essentiellement dans plusieurs îles de l’Océanie, sont nés et ont grandi à Avesnières.

## Éducation et vie de quartier
Le quartier compte trois établissements scolaires : l'école primaire et maternelle publique Louis Pergaud, le groupe scolaire privé Notre-Dame d'Avesnières et le lycée général et technologique d'Avesnières, privé.
Avesnières possède aussi une maison de quartier.